# La Fare-en-Champsaur

La Freissinouse este o comună în departamentul Hautes-Alpes, Franța. În 1 ianuarie 2022 avea o populație de 478 de locuitori.